# Hondeghem
Hondeghem är en kommun i departementet Nord i regionen Hauts-de-France i norra Frankrike. Kommunen ligger i kantonen Hazebrouck-Nord som tillhör arrondissementet Dunkerque. År 2022 hade Hondeghem 915 invånare.

## Befolkningsutveckling
Antalet invånare i kommunen Hondeghem
| Referens: INSEE |